# Cyclopterinae
Sous-famille
Les Cyclopterinae sont une sous-famille de poissons téléostéens de la famille des Cyclopteridae.

## Liste des genres
Selon ITIS (6 décembre 2020) :
- genre Cyclopsis Popov, 1930
- genre Cyclopteropsis Soldatov & Popov, 1929
- genre Cyclopterus Linnaeus, 1758 - dont le lompe
- genre Eumicrotremus Gill, 1862
- genre Lethotremus Gilbert, 1896